# The Trooper
«The Trooper» (укр. «Кавалерист», «Солдат») — дев'ятий сингл британського хеві-метал-гурту Iron Maiden, другий сингл альбому Piece of Mind. Сингл також був виданий у 2005 році з концертного альбому Death on the Road, записаного в Дортмунді. У червні 1983 року сингл досяг позиції №12 у британських чартах синглів. Перевиданий сингл зайняв позицію №5 у серпні 2005 року .
Ця пісня написана за мотивами поеми Альфреда Теннісона Charge of the Light Brigade" («Атака легкої бригади» або «Атака кавалерійської бригади»). Йдеться в ній про британського солдата під час Балаклавської битви, яка сталася в ході Кримської війни.

## Сингл

### Запис
Як і альбом Piece of Mind, пісня The Trooper була записана в Нассау, столиці Багамських островів, в Compass Point Studios.

### Обкладинка

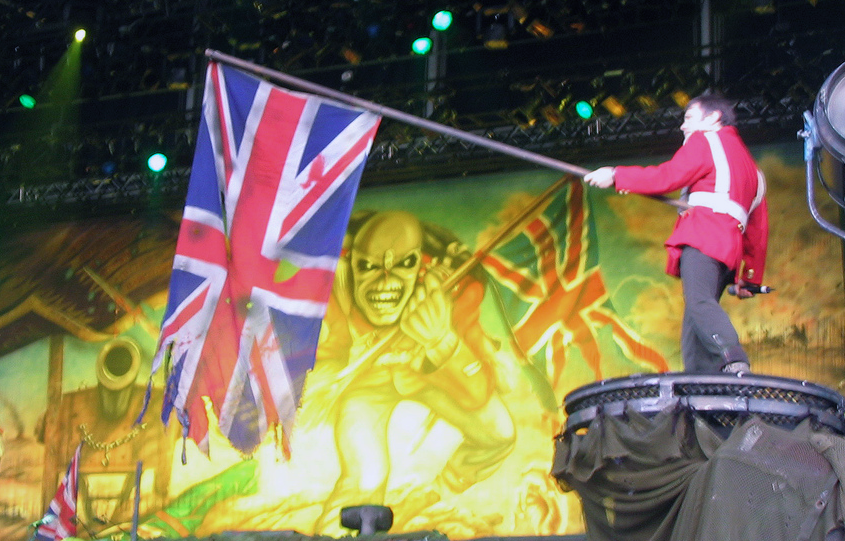
Брюс Дікінсон виконує The Trooper. 2007 рік

На обкладинці синглу зображений лисий Едді у формі британського солдата часів Кримської війни із прапором Великобританії в руках. Брюс Дікінсон, вокаліст гурту, виконуючи цю пісню на концертах, часто виходить на сцену зі прапором Великобританії, штучно забрудненим пороховою кіптявою, пилом і простріленим, при цьому Брюс майже завжди одягнений у форму піхотинця британської армії часів Кримської війни.
У 2013 році гурт випустив власне пиво «Trooper», назване на честь однойменної пісні. На етикетці використано малюнок з обкладинки синглу.

## Значення
За результатами опитування читачів видавництва TeamRock гітарний рефрен The Trooper у 2017 році увійшов до числа двадцяти найвеличніших гітарних рифів усіх часів . У березні 2023 року група авторів американського видання Rolling Stone включила пісню до списку «100 найбільших хеві-метал пісень усіх часів». У цьому рейтингу вона посіла 21 позицію .

## Список композицій
- Сингл 1983 року

1. The Trooper (Стів Харріс) —  04:11
2. Cross-Eyed Mary —  03:15

- Перевидання 2005 року

1. «The Trooper» (live) (Стів Харріс) —  4:12
2. «The Trooper» (Стів Харріс) —  4:10
3. «Prowler» (live) (Стів Харріс) —  4:24
4. «Another Life» (live) (Стів Харріс)
5. «Murders in the Rue Morgue» (live) (Стів Харріс)
6. «The Trooper» (live video) (Стів Харріс) —  4:12
7. «The Trooper»(кліп) (Стів Харріс) —  4:10

### Учасники запису
- Брюс Дікінсон — вокал
- Дейв Мюррей — гітара
- Едріан Сміт — гітара
- Стів Харріс — бас-гітара
- Ніко МакБрейн — ударні